# Arma d'electroxoc

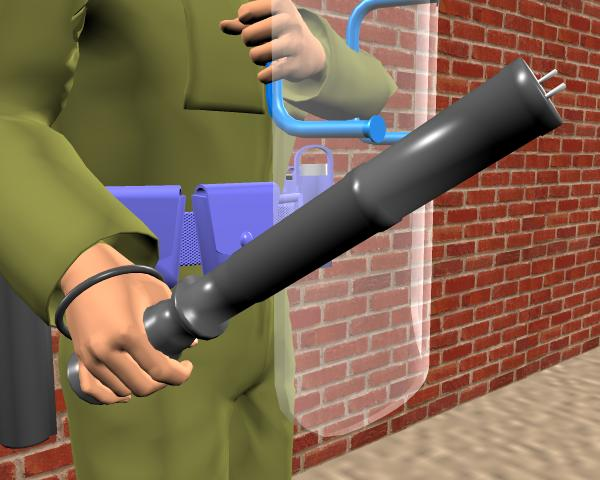
Una "porra d'electroxoc" - una de les armes d'electroxoc precedent dels models de la companyia Taser International.

Una arma d'electroxoc és una arma capaç d'alliberar una descàrrega elèctrica amb la finalitat d'immobilitzar una persona momentàniament, essent així, en principi, una arma no letal tot i que s'han donat casos de mort. Moltes d'aquestes armes poden ser disfressades en els més diversos tipus d'objectes com per exemple telèfons mòbils. Des de fa temps, diverses opcions casolanes s'han fet a base de condensadors elèctrics, especialment de tàntal, però des de 1993 l'empresa Taser International, que cotitza en el NASDAQ, fabrica i ven diversos models d'armes d'electroxoc, popularitzant el seu ús per part de la policía de diferents països, però en alguns d'ells el seu ús està reservat a la policía (com és el cas del Brasil) quedant prohibits altres utilitzacions. En alguns Es coneixen normalment, pel nom del principal fabricant, com a tasers.

## Taser

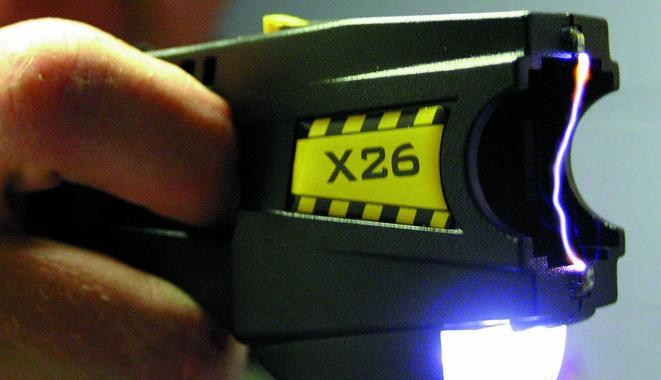
Taser fent un arc elèctric entre els seus dos elèctrodes.

Hi ha bàsicament dos models de taser:
- Taser de contacte: amb format semblant a un telèfon mòbil, funciona amb dues bateries de nou volts. Té un cos de plàstic i té en la seva extremitat de sis a deu contactes metàl·lics per on es descarrega el corrent elèctric. En un dels seus costats disposa d'un gallet mitjançant el qual es fa el tret. També té una clau per connectar i desconnectar l'arma o de posar-la en "standby" ("mode d'espera"). El resultat en la víctima depèn de la regió del cos afectada poden ser des d'un atordiment a un desmai.
- Taser de IEM (air taser): format semblant a una pistola (com a la imatge) i funciona pel principi de IEM (interrupció elèctrica intramuscular). Té dos elèctrodes connectats a fils de coure que poden tenir de 4 a 8 metres de llargada. Els elèctrodes, sense arribar a la víctima, apliquen una descàrrega elèctrica durant 5 segons i immobilitzen el subjecte. Si el gallet continua essent pressionat emet una descàrrega elèctrica cada 1,5 segons. A diferència del model de contacte aquest actua sobre el sistema nerviós central i deixa la víctima en posició fetal.

## Crítiques
Diverses organitzacions han demanat que es deixi d'utilitzar armes d'electroxoc.
Grups de drets civils argumenten que aquestes armes augmenten la violència policial, ja que el seu ús no deixa marques visibles i a més la mort pot ocórrer hores després i atribuir-se a altres causes.
L'empresa Taser ha deixat de reivindicar que aquestes armes siguin no letals i ha passat a dir que "som més eficaços i més segurs que altres opcions de força."
El Comitè Contra la Tortura de les Nacions Unides, apunta que les armes d'electroxoc poden servir per a la tortura, pel dolor agut que causen i la possibilitat de mort. Amnistia Internacional va condemnar específicament l'ús de cinturons d'electroxoc com un cas de tortura sense contacte que fàcilment pot ser negada.